# 100 sons naturels du Japon
En 1996, dans son effort pour combattre la pollution sonore et pour protéger et promouvoir l'environnement, le ministère de l'Environnement du Japon a désigné les 100 sons naturels du Japon (日本の音風景100選). Sept cent trente-huit propositions arrivèrent de tout le pays et les « 100 meilleures » furent sélectionnées après examen par le groupe d'étude japonais des sons naturels. Ces éléments de paysage sonore sont des symboles pour les résidents locaux et doivent servir à promouvoir la redécouverte des sons de la vie quotidienne. La sixième Assemblée nationale sur la conservation des paysages sonores s'est tenue à Matsuyama, dans la préfecture d'Ehime, en 2002.
| Son | Catégorie                      | Emplacement                 | Préfecture                                     | Image | Son |
| --- | ------------------------------ | --------------------------- | ---------------------------------------------- | ----- | --- |
| Glace dérivant dans la mer d'Okhotsk (オホーツク海の流氷)                                                 | Mer                            | Rivage de la mer d'Okhotsk  | Hokkaidō                                       |       |     |
| Cloche de la tour de l'horloge de Sapporo (時計台の鐘)                                                    | Cloches                        | Sapporo                     | Hokkaidō                                       |       |     |
| Cloche de l'église grecque orthodoxe d'Haristos (函館ハリストス正教会の鐘)                                | Cloches                        | Hakodate                    | Hokkaidō                                       |       |     |
| Animaux des montagnes à Asahidake, Mont Daisetsu (大雪山旭岳の山の生き物)                                 | Vie sauvage                    | Higashikawa                 | Hokkaidō                                       |       |     |
| Sanctuaire de grues du Japon à Tsurui (鶴居のタンチョウサンクチュアリ)                                    | Oiseaux                        | Tsurui                      | Hokkaidō                                       |       |     |
| Goéland à queue noire à Kabushima, port de Hachinohe (八戸港・蕪島のウミネコ)                             | Oiseaux                        | Hachinohe                   | Préfecture d'Aomori                            |       |     |
| Oiseaux sauvages des rives du lac Ogawara (小川原湖畔の野鳥)                                              | Oiseaux                        | Misawa                      | Préfecture d'Aomori                            |       |     |
| Oirase-gawa (奥入瀬の渓流)                                                                                | Eau                            | Towada                      | Préfecture d'Aomori                            |       |     |
| Festival de Nebuta (ねぶた祭・ねぷたまつり)                                                               | Matsuri                        | Aomori, Hirosaki            | Préfecture d'Aomori                            |       |     |
| Kaminari-iwa (« rocher du tonnerre »), côte de Goishi (碁石海岸・雷岩)                                    | Mer                            | Ōfunato                     | Préfecture d'Iwate                             |       |     |
| Nambu, fūrin à la gare de Mizusawa (水沢駅の南部風鈴)                                                     | Vie locale                     | Ōshū                        | Préfecture d'Iwate                             |       |     |
| Cloches de Chagu Chagu Umakko (チャグチャグ馬コの鈴の音)                                                  | Matsuri                        | Takizawa                    | Préfecture d'Iwate                             |       |     |
| Suzumushi (grillons) à Miyagino (宮城野のスズムシ)                                                        | Insectes                       | Sendai                      | Préfecture de Miyagi                           |       |     |
| Buergeria buergeri et oiseaux sauvages de la rivière Hirose (広瀬川のカジカガエルと野鳥)                  | Vie sauvage, oiseaux           | Sendai                      | Préfecture de Miyagi                           |       |     |
| Champs de roseaux communs à l'embouchure du fleuve Kitakami (北上川河口のヨシ原)                          | Végétation                     | Ishinomaki                  | Préfecture de Miyagi                           |       |     |
| Oie rieuse aux lacs Izunuma-Uchinuma (伊豆沼・内沼のマガン)                                               | Oiseaux                        | Kurihara, Hasama            | Préfecture de Miyagi                           |       |     |
| Pinèdes de vent (風の松原)                                                                                | Végétation                     | Noshiro                     | Préfecture d'Akita                             |       |     |
| Cicadidae à Yama-dera (山寺の蝉)                                                                          | Insectes                       | Yamagata                    | Préfecture de Yamagata                         |       |     |
| Matsu-no-kanjin, conques (« coquilles de trompette ») (松の勧進の法螺貝)                                  | Matsuri                        | Tsuruoka                    | Préfecture de Yamagata                         |       |     |
| Cygnes à l'embouchure du Mogami-gawa (最上川河口の白鳥)                                                   | Oiseaux                        | Sakata                      | Préfecture de Yamagata                         |       |     |
| Petite forêt d'oiseaux à Fukushima (福島市小鳥の森)                                                       | Oiseaux                        | Fukushima                   | Préfecture de Fukushima                        |       |     |
| Canal naturel d'irrigation à Ōuchi-juku (大内宿の自然用水)                                                | Eau                            | Shimogō                     | Préfecture de Fukushima                        |       |     |
| Métier à tisser de tissu en ramie (からむし織のはた音)                                                    | Transport, industrie           | Shōwa                       | Préfecture de Fukushima                        |       |     |
| Vagues sur la côte de Izura-kaigan (五浦海岸の波音)                                                       | Mer                            | Kitaibaraki                 | Préfecture d'Ibaraki                           |       |     |
| Grenouille d'arbre à Ajisai-zaka, mont Ohirasan (太平山あじさい坂の雨蛙)                                  | Grenouilles                    | Tochigi                     | Préfecture de Tochigi                          |       |     |
| Suikinkutsu dans le jardin de Suikintei (水琴亭の水琴窟)                                                  | Vie quotidienne                | Takasaki                    | Préfecture de Gunma                            |       |     |
| Cloche du temps de Kawagoe (川越の時の鐘)                                                                 | Insectes                       | Kawagoe                     | Préfecture de Saitama                          |       |     |
| Insectes chantant à Oshikiri sur l'Ara-kawa (荒川・押切の虫の声)                                          | Insectes                       | Kumagaya (Kōnan)            | Préfecture de Saitama                          |       |     |
| Chute d'eau sur un pont de conduite (樋橋の落水)                                                          | Eau                            | Katori (Sawara)             | Préfecture de Chiba                            |       |     |
| Himeharuzemi, Cicadidae à Mamenbara (麻綿原のヒメハルゼミ)                                                | Insectes                       | Ōtaki                       | Préfecture de Chiba                            |       |     |
| Voisinage du Shibamata Taishakuten et ferry Yagiri-no-Watashi (柴又帝釈天界隈と矢切の渡し)                | Complexe                       | Matsudo, Katsushika         | Préfecture de Chiba, Tokyo                     |       |     |
| Cloche du temps sur la colline de Ueno (上野のお山の時の鐘)                                               | Cloches                        | Taitō                       | Tokyo                                          |       |     |
| Sons d'oiseaux, de l'eau et des arbres sur l'étang de Sanpōji-ike (三宝寺池の鳥と水と樹々の音)            | Oiseaux, eau, végétation       | Nerima                      | Tokyo                                          |       |     |
| Boulevard de l'Université de Seikei (成蹊学園ケヤキ並木) bordé d'arbres couverts de Zelkova serrata       | Végétation                     | Musashino                   | Tokyo                                          |       |     |
| Sifflements de bateaux pour le jour de l'An dans le port de Yokohama (横浜港新年を迎える船の汽笛)         | Vie locale                     | Yokohama                    | Préfecture de Kanagawa                         |       |     |
| Arrivée près du temple de Kawasaki Daishi (川崎大師の参道)                                                | Vie locale                     | Kawasaki                    | Préfecture de Kanagawa                         |       |     |
| Eau courante et oiseaux sauvages chantant dans le parc de Dohogawa (道保川公園のせせらぎと野鳥の声)       | Eau, oiseaux                   | Sagamihara                  | Préfecture de Kanagawa                         |       |     |
| Oie des moissons dans le lagon Fukushimagata (福島潟のヒシクイ)                                           | Oiseaux                        | Niigata (Toyosaka)          | Préfecture de Niigata                          |       |     |
| Himeharuzemi, Cicadidae à Oyama (尾山のヒメハルゼミ)                                                      | Insectes                       | Itoigawa (Nō)               | Préfecture de Niigata                          |       |     |
| Chute d'eau de Shōmyō (称名滝)                                                                            | Chutes d'eau                   | Tateyama                    | Préfecture de Toyama                           |       |     |
| Ennaka, canal et Owara Kaze no bon (エンナカの水音とおわら風の盆)                                         | Matsuri                        | Toyama (Yatsuo)             | Préfecture de Toyama                           |       |     |
| Gravure sur bois à Inami (井波の木彫りの音)                                                               | Artisanat                      | Nanto (Inami)               | Préfecture de Toyama                           |       |     |
| Bourdonnement de Cicadidae dans la forêt de Honda-no-Mori (本多の森の蝉時雨)                              | Insectes                       | Kanazawa                    | Préfecture d'Ishikawa                          |       |     |
| Cloches des temples à Teramachi (寺町寺院群の鐘)                                                          | Cloches                        | Kanazawa                    | Préfecture d'Ishikawa                          |       |     |
| Fontaine Tokimizu à Minowaki (蓑脇の時水)                                                                 | Eau                            | Echizen (Takefu)            | Préfecture de Fukui                            |       |     |
| Forêt d'oiseaux sauvages sur les berges du lac Sai au pied du mont Fuji (富士山麓・西湖畔の野鳥の森)      | Oiseaux                        | Fujikawaguchiko             | Préfecture de Yamanashi                        |       |     |
| Cloche du temple Zenkō-ji (善光寺の鐘)                                                                    | Cloches                        | Nagano                      | Préfecture de Nagano                           |       |     |
| Petits oiseaux chantant à Enrei (塩嶺の小鳥のさえずり)                                                    | Oiseaux                        | Okaya, Shiojiri             | Préfecture de Nagano                           |       |     |
| Anoures chantant à Yashima-shitsugen, zone humide (八島湿原の蛙鳴)                                        | Vie sauvage                    | Shimosuwa, Suwa             | Préfecture de Nagano                           |       |     |
| Suikinkutsu à Udatsu-no-machi (卯建の町の水琴窟)                                                          | Vie locale                     | Mino                        | Préfecture de Gifu                             |       |     |
| Jeux dans la rivière Yoshida (吉田川の川遊び)                                                             | Vie locale                     | Gujō (Hachiman)             | Préfecture de Gifu                             |       |     |
| Pêche au cormoran sur la Nagara-gawa (長良川の鵜飼)                                                       | Vie locale                     | Gifu, Seki                  | Préfecture de Gifu                             |       |     |
| Nami-kozo, grondement de la mer d'Enshunada (遠州灘の海鳴・波小僧)                                        | Eau                            | Mer d'Enshunada             | Préfecture de Shizuoka                         |       |     |
| Locomotives à vapeur d'Ōigawa Railway (大井川鉄道のＳＬ)                                                  | Transport, industrie           | Kawanehon (Honkawane)       | Préfecture de Shizuoka                         |       |     |
| Oiseaux sauvages des zoo et jardin botanique de Higashiyama (東山植物園の野鳥)                            | Oiseaux                        | Nagoya                      | Préfecture d'Aichi                             |       |     |
| Bruit de vagues sur la plage de Koijiga, au cap Irago (伊良湖岬恋路ヶ浜の潮騒)                            | Mer                            | Tahara (Atsumi (en))        | Préfecture d'Aichi                             |       |     |
| Isobue, sifflement de plongeuses Ama dans la région d'Ise-Shima (伊勢志摩の海女の磯笛)                    | Vie locale                     | Toba, Shima                 | Préfecture de Mie                              |       |     |
| Cloche du soir du temple Mii-dera (三井の晩鐘)                                                            | Cloches                        | Ōtsu                        | Préfecture de Shiga                            |       |     |
| Cloche du temps et insectes chantant au château de Hikone (彦根城の時報鐘と虫の音)                        | Cloches, insectes              | Hikone                      | Préfecture de Shiga                            |       |     |
| Forêt de bambou à Kyoto (京都嵐山の竹林)                                                                  | Végétation                     | Kyoto                       | Préfecture de Kyoto                            |       |     |
| Courant du Rurikei (るり渓)                                                                               | Eau                            | Nantan (Sonobe)             | Préfecture de Kyoto                            |       |     |
| Sable crissant de la plage de Kotohiki (琴引浜の鳴き砂)                                                   | Chant des dunes                | Kyōtango (Amino)            | Préfecture de Kyoto                            |       |     |
| Matsumushi, grillons (Xenogrillus marmorata) sur les berges du fleuve Yodo (淀川河川敷のマツムシ)         | Insectes                       | Osaka                       | Préfecture d'Osaka                             |       |     |
| Kawachi Ondo (en), chants dans l'enceinte du Jōkō-ji (常光寺境内の河内音頭)                               | Matsuri                        | Yao                         | Préfecture d'Osaka                             |       |     |
| Pêche à l'anguille des sables au port de Tarumi (垂水漁港のイカナゴ漁)                                    | Vie locale                     | Kobe                        | Préfecture de Hyōgo                            |       |     |
| Percussions Dajiri au centre Kenka matsuri de Nada (灘のけんか祭りのだんじり太鼓)                         | Matsuri                        | Himeji                      | Préfecture de Hyōgo                            |       |     |
| Cerf de Kasugano et cloches du temple dans le voisinage (春日野の鹿と諸寺の鐘)                            | Vie sauvage, cloches           | Nara                        | Préfecture de Nara                             |       |     |
| Bruit de la rivière Kino à l'intérieur du rocher géant du mont Fudō (不動山の巨石で聞こえる紀ノ川)        | Eau                            | Hashimoto                   | Préfecture de Wakayama                         |       |     |
| Cascade de Nachi (那智の滝)                                                                               | Chutes d'eau                   | Nachikatsuura               | Préfecture de Wakayama                         |       |     |
| Oiseaux migrateurs au parc de Mizutori (水鳥公園の渡り鳥)                                                 | Oiseaux                        | Yonago                      | Préfecture de Tottori                          |       |     |
| Rivière Mitoku et grenouilles chantantes (三徳川のせせらぎとカジカガエル)                                 | Vie sauvage                    | Misasa                      | Préfecture de Tottori                          |       |     |
| Inshu, fabrication de papier Washi (因州和紙の紙すき)                                                     | Arts traditionnels japonais    | Tottori (Aoya/Saji)         | Préfecture de Tottori                          |       |     |
| Crissement de sable sur la plage de Kotoga (琴ヶ浜海岸の鳴き砂)                                           | Chant des dunes                | Ōda                         | Préfecture de Shimane                          |       |     |
| Courant et roue à aubes sur la rivière Bitchu, grotte de Suwada (諏訪洞・備中川のせせらぎと水車)          | Eau                            | Maniwa (Hokubō)             | Préfecture d'Okayama                           |       |     |
| Ruisseaux à Shinjōshuku (新庄宿の小川)                                                                    | Eau                            | Shinjō                      | Préfecture d'Okayama                           |       |     |
| Cloches de la paix à Hiroshima (広島の平和の鐘)                                                           | Cloches                        | Hiroshima                   | Préfecture de Hiroshima                        |       |     |
| Cloche de la tour Kyo-onro à Senkō-ji (千光寺驚音楼の鐘)                                                  | Cloches                        | Onomichi                    | Préfecture de Hiroshima                        |       |     |
| Locomotive à vapeur de la ligne Yamaguchi (山口線のＳＬ)                                                  | Transport, industrie           | Ogōri, Tsuwano              | Yamaguchi, préfecture de Shimane               |       |     |
| Tourbillon de Naruto (鳴門の渦潮)                                                                         | Mer                            | Naruto                      | Préfecture de Tokushima                        |       |     |
| Danse Awa-odori (阿波踊り)                                                                                | Matsuri                        | Tokushima                   | Préfecture de Tokushima                        |       |     |
| Cloche de Ōkubo-ji et pèlerinage de Shikoku, cloches (大窪寺の鐘とお遍路さんの鈴)                         | Cloches                        | Sanuki (Nagao)              | Préfecture de Kagawa                           |       |     |
| Mannō-ike, courants de l'étang Yuru-nuki (満濃池のゆるぬきとせせらぎ)                                     | Eau                            | Mannō                       | Préfecture de Kagawa                           |       |     |
| Bâtiment du temps de l'hôtel Shin-u Kaku, Dōgo Onsen (道後温泉振鷺閣の刻太鼓)                             | Percussion                     | Matsuyama                   | Préfecture d'Ehime                             |       |     |
| Bruits des vagues dans la grotte de Mikurodo, au cap Muroto (室戸岬・御厨人窟の波音)                      | Mer                            | Muroto                      | Préfecture de Kōchi                            |       |     |
| Kaki Yamakasa du Hakata Gion Yamakasa (博多祗園山笠の舁き山笠)                                            | Matsuri                        | Fukuoka                     | Préfecture de Fukuoka                          |       |     |
| Trésors nationaux du Japon, arts traditionnels ; cloche des temples de Kanzeon-ji (観世音寺の鐘)          | Cloches                        | Dazaifu                     | Préfecture de Fukuoka                          |       |     |
| Bruits des vagues et sifflements des bateaux dans le détroit de détroit de Kanmon (関門海峡の潮騒と汽笛)  | Mer                            | Kitakyūshū, Shimonoseki     | Préfecture de Fukuoka, préfecture de Yamaguchi |       |     |
| Musique au festival de Karatsu Kunchi (唐津くんちの曳山囃子)                                              | Matsuri                        | Karatsu                     | Préfecture de Saga                             |       |     |
| Porcelaine d'Imari (伊万里の焼物の音)                                                                     | Art traditionnel japonais      | Imari                       | Préfecture de Saga                             |       |     |
| Le camphrier après le bombardement atomique de Nagasaki devant le sanctuaire Sannō (山王神社被爆の楠の木) | Végétation                     | Nagasaki                    | Préfecture de Nagasaki                         |       |     |
| Délestage du pont de Tsūjun (通潤橋の放水)                                                                | Eau                            | Yamato (Yabe)               | Préfecture de Kumamoto                         |       |     |
| Dauphins dans la mer d'Itsuwa (五和の海のイルカ)                                                          | Vie sauvage                    | Amakusa (Itsuwa)            | Préfecture de Kumamoto                         |       |     |
| Fabrique de poterie et porcelaine japonaise de Onta Sarayama (小鹿田皿山の唐臼)                           | Eau, art traditionnel japonais | Hita                        | Préfecture d'Ōita                              |       |     |
| Bruissement du vent dans les pins des ruines du château d'Oka (岡城跡の松籟)                              | Végétation                     | Taketa                      | Préfecture d'Ōita                              |       |     |
| Grondement de l'eau dans la gorge de Sannomiyakyō, entendu de la Yagura (三之宮峡の櫓の轟)                | Chute d'eau                    | Kobayashi                   | Préfecture de Miyazaki                         |       |     |
| Cerf d'Ebino-kōgen Highlands (えびの高原の野生鹿)                                                         | Vie sauvage                    | Ebino                       | Préfecture de Miyazaki                         |       |     |
| Gruidaes d'Izumi (出水のツル)                                                                             | Oiseaux                        | Izumi                       | Préfecture de Kagoshima                        |       |     |
| Courant de la rivière Chigami et Tramway (千頭川の渓流とトロッコ)                                         | Eau, vie locale                | Yakushima                   | Préfecture de Kagoshima                        |       |     |
| Créatures subtropicales au long de la rivière Shiira (後良川周辺の亜熱帯林の生き物)                       | Vie sauvage                    | Taketomi (Iriomote)         | Préfecture d'Okinawa                           |       |     |
| Eisa (エイサー)                                                                                           | Matsuri                        | Uruma (Yonashiro, Katsuren) | Préfecture d'Okinawa                           |       |     |

## Source de la traduction
- (en) Cet article est partiellement ou en totalité issu de l’article de Wikipédia en anglais intitulé « 100 Soundscapes of Japan » (voir la liste des auteurs).